# Sport-Club Juventus 1900
Questa voce raccoglie le informazioni riguardanti lo Sport-Club Juventus nelle competizioni ufficiali della stagione 1900.

## Stagione
La Juventus, con Ugo Botto presidente, dopo essersi iscritta nel consiglio della FIF partecipò per la prima volta al Campionato Italiano di Football – il terzo nella storia del calcio italiano –, debuttando l'11 marzo 1900 con una sconfitta 0-1 in Piazza d'Armi contro la Torinese.
Una settimana dopo, il 18 marzo, la squadra rosanero vinse la sua prima partita ufficiale battendo per 2-0 la Ginnastica Torino. Il 1º aprile superò ancora i rossoblù, sempre per 2-0, per poi perdere l'ultima partita domenica 8 aprile, ancora contro la Torinese, stavolta per 1-2, venendo così eliminata nelle eliminatorie regionali.
Nel frattempo conquistò, per la prima volta, la Coppa del Ministero della Pubblica Istruzione.

## Divise
La maglia utilizzata per gli incontri di campionato era rosa, con cravatta o papillon bianchi o neri.
| Manica sinistra · Maglietta · Maglietta · Manica destra · Pantaloncini · Calzettoni |

## Organigramma societario
Area direttiva
- Presidente: Ugo Botto[1]

Area tecnica
- Allenatore:

## Rosa
| N. |                   | Ruolo | Calciatore            |
| -- | ----------------- | ----- | --------------------- |
|    | Italia (bandiera) | P     | Beniamino Nicola      |
|    | Italia (bandiera) | D     | Ferdinando Chiapirone |
|    | Italia (bandiera) | D     | Francesco Daprà       |
|    | Italia (bandiera) | D     | Carlo Ferrero         |
|    | Italia (bandiera) | D     | Ugo Rolandi           |
|    | Italia (bandiera) | C     | Alfredo Armano        |
|    | Italia (bandiera) | C     | Gioacchino Armano     |
|    | Italia (bandiera) | C     | Guido Botto           |

| N. |                   | Ruolo | Calciatore             |
| -- | ----------------- | ----- | ---------------------- |
|    | Italia (bandiera) | C     | Costantino Nicola      |
|    | Italia (bandiera) | A     | Alberto Barberis       |
|    | Italia (bandiera) | A     | Enrico Canfari         |
|    | Italia (bandiera) | A     | Domenico Donna         |
|    | Italia (bandiera) | A     | Luigi Forlano          |
|    | Italia (bandiera) | A     | Luigi Gibezzi          |
|    | Italia (bandiera) | A     | Umberto Malvano        |
|    | Italia (bandiera) | A     | Carlo Vittorio Varetti |

## Risultati

### Campionato Italiano di Football

#### Eliminatorie regionali
| Arbitro: | Jourdan (Torino) |

|  |           |         |
|  | Marcatori | Colongo |

| Torino 18 marzo 1900 3ª giornata  | Ginnastica Torino | 0 – 2 referto | Juventus | Campo di Piazza d'Armi |
| \| \| \| \| \| \| Marcatori \| \| |                   |               |          |                        |
|                                   |                   |               |          |                        |
|                                   | Marcatori         | Gol · Gol     |          |                        |

| Torino 1º aprile 1900 5ª giornata | Juventus  | 2 – 0 referto | Ginnastica Torino | Campo di Piazza d'Armi |
| \| \| \| \| \| \| Marcatori \| \| |           |               |                   |                        |
|                                   |           |               |                   |                        |
| Gol · Gol                         | Marcatori |               |                   |                        |

| Arbitro: | Jourdan (Torino) |

|           |           |     |
| Gol · Gol | Marcatori | Gol |

### Altre competizioni

#### Medaglia del Re
| Milano 27 maggio 1900 Semifinale      | Mediolanum | 0 – 5 (0 – 2) referto | Juventus | Arena Civica |
| \| \| \| \| \| \| Marcatori \| 10’ \| |            |                       |          |              |
|                                       |            |                       |          |              |
|                                       | Marcatori  | 10’                   |          |              |

| Milano 27 maggio 1900 Finale                       | Milan     | 2 – 0 (1 – 0) referto | Juventus | Arena Civica |
| \| \| \| \| \| Camperio Allison \| Marcatori \| \| |           |                       |          |              |
|                                                    |           |                       |          |              |
| Camperio Allison                                   | Marcatori |                       |          |              |

#### Coppa del Ministero della Pubblica Istruzione
| Arbitro: | Nasi (Torino) |

|           |           |           |
| Gol · Gol | Marcatori | Gol · Gol |

| Arbitro: | Weber |

|                 |           |     |
| Gol · Gol · Gol | Marcatori | Gol |

#### Torneo della Società Ginnastica
| Torino 3 giugno 1900 1ª giornata | Ginnastica Torino | ? – ? referto | Juventus | Campo di Piazza d'Armi |

| Torino 10 giugno 1900 2ª giornata | Estudiantina | ? – ? referto | Juventus | Campo di Piazza d'Armi |

| Torino 17 giugno 1900 3ª giornata | Albergo di Virtù | ? – ? referto | Juventus | Campo di Piazza d'Armi |

## Statistiche

### Statistiche di squadra
| Competizione                    | Punti | In casa | In casa | In casa | In casa | In casa | In casa | In trasferta | In trasferta | In trasferta | In trasferta | In trasferta | In trasferta | Totale | Totale | Totale | Totale | Totale | Totale | DR |
| Competizione                    | Punti | G       | V       | N       | P       | Gf      | Gs      | G            | V            | N            | P            | Gf           | Gs           | G      | V      | N      | P      | Gf     | Gs     | DR |
| ------------------------------- | ----- | ------- | ------- | ------- | ------- | ------- | ------- | ------------ | ------------ | ------------ | ------------ | ------------ | ------------ | ------ | ------ | ------ | ------ | ------ | ------ | -- |
| Campionato Italiano di Football | 4     | 2       | 1       | 0       | 1       | 2       | 1       | 2            | 1            | 0            | 1            | 3            | 2            | 4      | 2      | 0      | 2      | 5      | 3      | +2 |
| Medaglia del Re                 | -     | 0       | 0       | 0       | 0       | 0       | 0       | 2            | 1            | 0            | 1            | 5            | 2            | 2      | 1      | 0      | 1      | 5      | 2      | +3 |
| Totale                          | 4     | 2       | 1       | 0       | 1       | 2       | 1       | 4            | 2            | 0            | 2            | 8            | 4            | 6      | 3      | 0      | 3      | 10     | 5      | +5 |

### Statistiche dei giocatori
| Giocatore     | Campionato Italiano di Football | Campionato Italiano di Football |
| Giocatore     | Presenze                        | Reti                            |
| ------------- | ------------------------------- | ------------------------------- |
| A. Armano II  | 0                               | 0                               |
| G. Armano I   | 4                               | 0                               |
| A. Barberis   | 1                               | 0                               |
| E. Canfari    | 4                               | 0                               |
| F. Chiapirone | 4                               | 0                               |
| F. Daprà      | 0                               | 0                               |
| D. Donna      | 4                               | 0                               |
| C. Ferrero    | 3                               | 0                               |
| L. Forlano    | 4                               | 0                               |
| L. Gibezzi    | 1                               | 0                               |
| U. Malvano    | 3                               | 0                               |
| B. Nicola I   | 4                               | -3                              |
| C. Nicola II  | 4                               | 0                               |
| U. Rolandi    | 4                               | 0                               |
| C. V. Varetti | 4                               | 0                               |